# Senza sangue (Oper)
Senza sangue (Ohne Blut) ist eine Oper in einem Akt von Péter Eötvös (Musik) mit einem Libretto von Mari Mezei. Sie basiert auf dem zweiten Teil der 2002 erschienenen gleichnamigen Novelle von Alessandro Baricco und ist für eine gemeinsame Aufführung mit Béla Bartóks Einakter Herzog Blaubarts Burg konzipiert. Die konzertante Uraufführung fand im 1. Mai 2015 in der Kölner Philharmonie statt. Szenisch wurde sie erstmals am 15. Mai 2016 beim Festival von Avignon aufgeführt.

## Handlung
Die Vorgeschichte der Oper spielt zur Zeit eines Bürgerkriegs in einem ungenannten Land. Das kleine Mädchen Nina muss erleben, wie seine Familie in ihrer Wohnung von Kämpfern getötet wird. Nina selbst überlebte nur, weil sie sich versteckt hatte. Einer der Mörder hatte sie zwar aufgespürt, aber verschont. Die folgenden Jahre verbrachte sie in einer Art schizophrenem Zustand. Während dieser Zeit nahm sie nach und nach Rache an allen Mördern bis auf ihren Retter.
Die Oper selbst spielt viele Jahre später. Die Bühne stellt einen Stadtplatz dar. Auf der einen Seite befindet sich ein kleiner Kiosk, in der Mitte die Terrasse eines Cafés, auf der anderen Seite ein kleines Hotel. Hier begegnen sich die beiden das erste Mal wieder.
Szene 1. Im Kiosk sortiert ein 72-jähriger Herr Lotteriescheine. Eine ältere Dame kommt herein, um einen Schein zu kaufen. Sie kommen ins Gespräch. Die Frau weiß, dass er sich Tito nennt und lädt ihn ein, mit ihr etwas zu trinken. Tito schlägt das gegenüberliegende Café vor, und beide gehen hinüber.
Szene 2. Auf der Café-Terrasse erinnern sich beide an das schreckliche Geschehen ihrer Kindheit. Er ist der letzte überlebende Täter des Angriffs. Sie erzählt, dass sie als Kind Nina genannt wurde. Ihr Vater hatte sie aufgefordert, sich unter einer Falltür zu verstecken, und sie musste miterleben, wie ihre Familie getötet wurde. Der Mann erschoss zuerst ihren Vater. Dann öffnete er die Falltür und zielte mit der Waffe auf sie. Damals war er zwanzig Jahre alt, und er konnte das Erlebnis später ebenso wenig vergessen wie seine Kameraden.
Szene 3. Monolog. Während der Mann Getränke holt, sinnt die Frau über die Unverständlichkeit des Lebens nach. Man scheine immer wieder in die Hölle zurückkehren zu wollen, aus der man einst kam.
Szene 4. Der Mann kehrt zurück. Er erinnert sich daran, wie seine Kameraden ums Leben kamen. Zuerst starb Salinas auf merkwürdige Weise. Man nahm damals an, sein Arzt habe ihn vergiftet. Die Frau erzählt in leidenschaftslosem Ton von ihrer Kindheit: Sie sei in einer Art Waisenhaus aufgewachsen, bis Uribe sie mitgenommen und jedermann erzählt habe, sie sei seine Tochter. Später habe er sie in einem Kartenspiel an den Grafen Torrelavid verloren. Sie wurde im Alter von vierzehn Jahren verheiratet.
Szene 5. Der Mann weiß noch, wie die Leute damals über sie gesprochen haben. Sie fürchteten sich vor ihr und hielten sie für verrückt. Als Jahre später der Graf bei einem Unfall ums Leben gekommen war, glaubte man, sie sei in ein Sanatorium gekommen. Einige Jahre später verschwand sie jedoch. Vier Jahre später sei El Gurre erschossen worden. Man fand in seiner Tasche einen Zettel mit ihrem Namen. Seitdem rechnet er ständig damit, dass sie erscheint, und ihn ebenfalls tötet, nachdem sich mit ihm unterhalten hat.
Szene 6. Die Frau erinnert sich noch einmal an jene Nacht. Den ersten Schuss hatte er abgegeben, den zweiten Salinas und den letzten El Gurre. Der Mann rechtfertigt sich damit, dass damals Krieg herrschte und sie Soldaten waren. Sie hätten an eine bessere Welt geglaubt. Die Frau jedoch meint, dass der Krieg damals schon vorbei war. Sie hätten ihn gewonnen – aber ist es jetzt eine bessere Welt? Sie glaubt, sie hätten lediglich aus Rachsucht gemordet. Der Mann weist darauf hin, dass sie selbst ebenfalls von Rache getrieben werde. Sie solle tun, was sie tun müsse, aber ihn in Frieden lassen. Er habe keine Angst, sondern sei nur müde.
Szene 7. Beide bleiben eine Weile stumm sitzen, ohne sich anzusehen. Dann meint der Mann, dass er damals, als er sie in ihrem Loch gefunden hatte, einen merkwürdigen Frieden verspürt hatte, den er später nie wiedergefunden habe. Die Frau schlägt vor, mit ihr in ein Hotel zu gehen. Er brauche keine Angst zu haben. Der Mann akzeptiert und nennt erstmals seinen echten Namen: Pedro Cantos. Die Frau möchte wieder Nina genannt werden. Beide stehen auf und gehen zum Hotel.

## Gestaltung
Im Programmheft der New Yorker Aufführung erläuterte der Komponist Péter Eötvös seine Oper: Da sich beide handelnden Personen ihr Leben lang auf ihr Treffen vorbereitet haben, sei jeder einzelne gesprochene Satz voller Spannung. Die Beziehung der beiden ändere sich laufend. In dieser Hinsicht ähnele das Werk Béla Bartóks Einakter Herzog Blaubarts Burg. Auch die Aufteilung in sieben Szenen und der wellenförmige Spannungsbogen entspreche der von Bartóks Oper. Während diese jedoch düster ende, bestehe in Senza sangue die Möglichkeit, dass sich für das Paar am Ende Licht zeige.

### Instrumentation
Nach Aussage des Komponisten legte er bei der Komposition im Gegensatz zu seinen vorherigen Opern weniger wert auf eine farbenreiche Klangpalette, sondern zielte auf scharfe Kontraste und Schattierungen von „schwarz, grau und weiß“ ab, die er mit einem Schwarz-Weiß-Film verglich. Abgesehen von der fehlenden Orgel ist die Instrumentierung identisch mit der von Herzog Blaubarts Burg. Der Klang soll eher massig wirken. Häufig spielen viele Instrumente dieselbe Linie. Polyphonie tritt dagegen zurück. Eötvös verglich das mit japanischer Kalligraphie.
Die Orchesterbesetzung enthält die folgenden Instrumente:
- Holzbläser: vier Flöten (2. auch Altflöte, 3. und 4. auch Piccoloflöte), zwei Oboen, Englischhorn, drei Klarinetten in A (3. auch Kontrabassklarinette), drei Fagotte, Kontrafagott
- Blechbläser: vier Hörner, vier Trompeten (4. auch Flügelhorn), drei Posaunen, Bassposaune, Tuba
- Pauken, Schlagzeug (zwei Spieler):
  - I: zwei Crotales, Xylophon, Röhrenglocken, Triangel, zwei hängende Becken, chinesisches Becken, Große Trommel, Güiro, Cabasa (Metall)
  - II: Glockenspiel, acht Crotales, Triangel, hängendes Becken (Tenor), drei Burma-Gongs (Fis, Gis, cis), Tamtam, Tamburin (Alt, mit Schellen), Marimba
- Harfe, Celesta
- Streicher: zwölf Violine 1, zehn Violine 2, acht Bratschen, sechs Violoncelli, vier Kontrabässe (zwei fünfsaitig)

## Werkgeschichte
Senza sangue ist Péter Eötvös’ zehnte Oper. Sie entstand in den Jahren 2014/2015 als Auftragskomposition der KölnMusic und der New Yorker Philharmoniker. Die Partitur enthält eine Widmung an den 2013 verstorbenen Komponisten Henri Dutilleux: „Invocation to Henri Dutilleux“, der den finanziellen Anteil seines 2011 erhaltenen Marie-Josée-Kravis Price for New Music mit Eötvös und zwei anderen Komponisten geteilt hatte. Auch die Anfangstöne der Oper H-D sind als Reverenz an Henri Dutilleux gedacht.
Die Oper basiert auf dem zweiten Teil der 2002 erschienenen gleichnamigen Novelle von Alessandro Baricco. Die Librettistin Mari Mezei behielt dessen Text größtenteils originalgetreu bei. Eötvös sah die Oper von Anfang an als voranzustellende Ergänzung zu Béla Bartóks Einakter Herzog Blaubarts Burg, mit dem sie im Geiste, Stil und dramaturgisch verwandt sei.
Die konzertante Uraufführung fand im 1. Mai 2015 im Rahmen des Festivals Acht Brücken in der Kölner Philharmonie statt. Es sangen Anne Sofie von Otter und Russell Braun. Die New Yorker Philharmoniker spielten unter der Leitung von Alan Gilbert.
Szenisch wurde das Werk erstmals am 15. Mai 2016 beim Festival von Avignon in der dortigen Oper aufgeführt. Dort spielte das Orchestre Region Avignon-Provence unter der Leitung des Komponisten. Die Inszenierung stammte von Rébert Alföldi, die Kostüme von Danièle Barraud und das Bühnenbild von Emmanuelle Favre.
Weitere Aufführungen gab es 2015 in New York, 2016 in der Göteborger Konzerthalle, in der Accademia Nazionale di Santa Cecilia in Rom sowie in Pécs und Budapest im Rahmen des Armel Opera Festival. Ein Mitschnitt der dortigen Aufführung vom 27. Juni 2016 wurde als Webstream auf Arte Concert gezeigt. Für eine Aufführung in der Hamburgischen Staatsoper 2016 überarbeitete Eötvös das Werk, indem er den Orchestersatz etwas ausdünnte und ein Hornsolo in die vierte Szene integrierte. 2017 wurde es in London gespielt, 2018 in der Ungarischen Staatsoper Budapest und 2024 am Theater Osnabrück.